# Белмон (Горња Саона)
Белмон (фр. Belmont) насеље је и општина у источној Француској у региону Франш-Конте, у департману Горња Саона која припада префектури Лир.
По подацима из 2011. године у општини је живело 116 становника, а густина насељености је износила 25,78 становника/km². Општина се простире на површини од 4,5 km². Налази се на средњој надморској висини од 400 метара (максималној 417 m, а минималној 335 m).

## Демографија
| 1962. | 1968. | 1975. | 1982. | 1990. | 1999. | 2011. |
| ----- | ----- | ----- | ----- | ----- | ----- | ----- |
| 153   | 166   | 118   | 117   | 123   | 112   | 116   |

График промене броја становника у току последњих година